# The endless season
The endelss season is een studioalbum van Tangerine Dream. Het is het laatste album in de serie The Five Atomic Seasons. The endless season vertelt het verhaal van meneer H.T. en zijn geliefde Ayumi na de twee bombardementen met de atoombommen op Hiroshima en Nagasaki. De muziek van dit album is doorgecomponeerd (alles wordt achter elkaar doorgespeeld), zodat een compositie zich ontrolt in diverse secties, maar toch één geheel blijft.  Het album is opgenomen in de eigen Eastgate Studio in Wenen en uitgebracht op het eigen Eastgate platenlabel. 

## Musici
Tangerine Dream bestond tijdens dit album alleen uit Edgar Froese met hulp van gitarist Bernhard Beibl op track 5.

## Muziek
Alles van Froese

| Nr. | Titel                   | Duur |
| --- | ----------------------- | ---- |
| 1.  | Flashback               | 1:15 |
| 2.  | Devotion                | 9:17 |
| 3.  | Virtue of hope          | 4:37 |
| 4.  | Escape                  | 6:35 |
| 5.  | The seven barriers      | 8:28 |
| 6.  | Logic of intuition      | 6:39 |
| 7.  | Shunyata                | 6:30 |
| 8.  | Restless mind           | 5:23 |
| 9.  | Wild ocean of blue fate | 7:43 |
| 10. | Breaching sky           | 4:07 |
| 11. | Morphing                | 4:03 |

Het levensverhaal van meneer H.T. 

CD1= Springtime in Nagasaki ·
CD2= Summer in Nagasaki ·
CD3= Autumn in Hiroshima ·
CD4= Winter in Hiroshima ·
CD5= The endless season